# Liste der Monuments historiques in Juzes
Die Liste der Monuments historiques in Juzes führt die Monuments historiques in der französischen Gemeinde Juzes auf.

## Liste der Bauwerke
| Bezeichnung | Beschreibung              | Standort | Kennzeichnung | Schutzstatus | Datum | Bild           |
| ----------- | ------------------------- | -------- | ------------- | ------------ | ----- | -------------- |
| Schloss     | Erbaut im 14. Jahrhundert | (Lage)   | PA00094355    | Inscrit      | 1973  | weitere Bilder |